# 永井尚政
永井 尚政（ながい なおまさ）は、江戸時代前期の大名。上総国潤井戸藩主、下総国古河藩2代藩主、山城国淀藩初代藩主。永井家宗家2代。
東京都新宿区の「信濃町」の名は、信濃守となった当時の下屋敷があったことに由来する。

## 生涯
永井直勝の長男として駿河国に生まれる。慶長5年（1600年）の関ヶ原の戦いに従軍し、慶長7年（1602年）には徳川秀忠付の小姓となった。慶長10年（1605年）4月26日、任官して信濃守を称した。
慶長19年（1614年）からの大坂の陣にも参陣して功績を挙げたため、御小姓番頭に任じられた。その後も幕府への忠勤に励んで加増を受け、元和5年（1619年）には上総潤井戸に1万5000石を領する大名にまで昇進した。元和8年（1622年）、宇都宮城釣天井事件で本多正純が改易された後、老中に選ばれた。寛永3年（1626年）、父・直勝が死去したため、家督と所領である下総古河8万9000石を相続した。寛永9年（1632年）に秀忠が死去すると、北条氏重や土井利勝らと協力して、増上寺に秀忠の廟を建立するための監督官を務めた。
寛永10年（1633年）、老中職を解任されて山城淀藩10万石へ加増移封された。その後は京都所司代と協力して京都や大坂の治安を担った。寛永年間に大規模な飢饉が起こったときは、領民の救済にあたり、島原の乱が起こったときは、京都の守備を命じられた。その後も、江戸城普請や禁裏における普請などで功績を挙げた。正保元年（1644年）11月23日、従四位下にのぼった。明暦4年（1658年）2月28日に致仕。後に入道して信斎と号した。
寛文8年（1668年）9月11日死去、享年82。

## 人物
茶の湯を学んだ茶人でもある。

## 系譜
父母
- 永井直勝（父）
- 阿部正勝の娘（母）

正室
- 内藤清成の娘

子女
- 永井尚征（長男）生母は正室
- 永井尚庸（三男）生母は正室
- 永井尚保
- 永井直右
- 永井尚春
- 永井尚申
- 永井尚盛（八男）
- 永井長子 - 立花忠茂正室
- 高力隆長正室
- 松平憲良正室 - のち松平康尚正室
- 松平定政正室
- 森長俊正室 - のち大沢基躬室
- 米津田盛正室
- 上林重胤室
- 小浜広隆正室

日向政成の後室も、永井尚政の娘とされる。